# Нововоскресенське
Нововоскресе́нське — село в Україні, у Нововоронцовській селищній громаді Бериславського району Херсонської області. Населення станом на 2001 рік становило 1606 осіб. 150 учнів навчаються у Нововоскресенській загальноосвітній школі.

## Географія
Село розташоване на півночі Херсонської області. На північно-західній околиці села бере початок річка Кам'янка.

## Історія
Село засноване на рубежі XIX століття, достеменна дата невідома.
10 жовтня 2014 року у селі, під час Революції гідності, демонтовано монумент Леніну.
12 червня 2020 року, відповідно до розпорядження Кабінету Міністрів України № 726-р «Про визначення адміністративних центрів та затвердження територій територіальних громад Херсонської області», Нововоскресенська сільська рада об'єднана з Нововоронцовською селищною громадою.
17 липня 2020 року, в результаті адміністративно-територіальної реформи та ліквідації Нововоронцовського району, село увійшло до складу Бериславського району.

### Російське вторгнення в Україну (з 2022)
З початку широкомасштабного російського вторгнення в Україну село перебувало під тимчасовою російською окупацією.
У ніч з 3 на 4 жовтня 2022 року Збройні сили України звільнили село Нововоскресенське від російських загарбників у ході контрнаступу в Херсонській області і над селом знову замайорів прапор України.

## Населення
Згідно з переписом УРСР 1989 року чисельність наявного населення села становила 1765 осіб, з яких 814 чоловіків та 951 жінка.
За переписом населення України 2001 року в селі мешкало 1606 осіб. Внаслідок російської окупації Нововоскресенського, під час російського вторгнення в Україну, та систематичного знищення населеного пункту окупантами населення скоротилось до близько 500 осіб.

### Мовний склад
Рідна мова населення за даними перепису 2001 року:
| Мова       | Чисельність, осіб | Доля     |
| ---------- | ----------------- | -------- |
| Українська | 1 544             | 96,14 %  |
| Російська  | 48                | 2,99 %   |
| Інше       | 14                | 0,87 %   |
| Разом      | 1 606             | 100,00 % |

## Освіта
Мешканці села Нововоскресенське завжди тягнулися до знань. У дореволюційний період (Перед новою радянською окупацією) діти мешканців села отримували освіту у Миролюбівській церковноприходській школі. Після окупації села радянською владою (січень 1918 року) організовано лікнеп (школу для молоді). Діти з восьмирічного віку були охоплені навчанням за радянською окупаційною владою., класи — різновікові. На клас отримували кілька підручників, дітям на чверть видавали строго по рознарядці кілька зошитів.
У 1922 році у Новоархангельській школі (колишня назва одного з сіл на території нинішнього Нововоскресенського — Новоархангельське) було 4 класи, де працювали 2 вчителі — подружжя Павло Власович і Людмила Петрівна, які і жили при школі. Шкільного приладдя майже не було. Писали перами, зробленими з гусячого пера, чорнилом з червоного буряка чи соком із ягід бузини. У 1928 році на західній частині нинішнього Нововоскресенського (Новоархангельське) відкрито нову семирічну школу, яку прийняв Іван Хомич Паламарьов. Учителями були Вугльова Анна Іллівна, подружжя Лісовець Муся Трохимівна і Олексій Миколайович, Паламарьова Ольга Терентіївна.
У роки Другої світової війни школи були зруйновані, які згодом відновлені силами колгоспу, добудовано ще один корпус Новоархангельської школи, вона стала середньою. До 1957 року у селі дві школи — восьмирічна і середня. У 1957 році об'єднали два села (Воскресенське та Новоархангельське) у Нововоскресенське, школи об'єднано у Нововоскресенську, вона розміщувалася на базі колишньої Новоархангельської.
1 вересня 1977 року нова Нововоскресенська школа гостинно відчинила двері своїм учням (Збудована в нинішньому центрі села). На даний час (25.10.2022 рік) Нововоскресенська загальноосвітня школа в с. Нововоскресенське зруйнована російською окупаційною армією (В період окупації села) та чекає на чергове відновлення в складі рідної України.

## Голодомор 1932—1933 років
Під час радянської окупації Нововоскресенського — Масово збільшилась кількість репресованих у період з 1932 до 1933 року. Геноцид проти мешканців села трактували як «шкідництво» та «антирадянська діяльність».
Були поширені арешти за крадіжку колгоспного хліба, насильницькі дії щодо, так званих, куркулів:
1. БРЮХАНЬ Семен Григорович, народився у 1912 році. Заарештований 10.01.1933 року. Звинувачення: крадіжки колгоспного хліба. Особливою нарадою засуджений до 3 років концтабору. Реабілітований 11.12.1991 р.
2. ВІЦЕНКО Іван Ларіонович, народився у 1915 році. Заарештований 10.01.1933 року. Звинувачення: крадіжки колгоспного хліба. Засуджений до 3 років концтабору. Реабілітований 11.12.1991 р.
3. ГОРБЕНКО Федір Іванович, народився у 1884 році. У 1931 році розкуркулений.
4. ЖУРБА Софія Василівна, народилася у 1889 році. У 1931 році була розкуркулена і вислана за межі району.
5. СУКНОВАЛОВ Пилип Дем'янович, народився у 1884 році. Заарештований 10.01.1933 року. Звинувачення: крадіжки колгоспного хліба. Засуджений до 3 років концтабору. Реабілітований 11.12.1991 р.
6. ШМАТКОВ Панкрат Назарович, народився у 1901 році. Заарештований 10.01.1933 року. Звинувачення: крадіжки колгоспного хліба. Засуджений до 3 років концтабору. Реабілітований 11.12.1991 р.
7. ЯРОВИЙ Яків Миколайович, народився у 1907 році. Заарештований 10.01.1933 року. Звинувачення: крадіжки колгоспного хліба. Особливою нарадою при колегії ДПУ УРСР 15.02.1933 засуджений до 3 років концтабору. Реабілітований 11.12.1991 р.

Письменник Григорій Троян у 2008 році видасть книжку «Голодомор — 33: Спогади очевидця про голодомор 1932—1933 років у с. Нововоскресенське Нововоронцовського району Херсонської області.» від видавництва «Наддніпряночка» на 204 сторінки. Для досконалого розуміння читачем цього явища, автор наводить шість визначальних причин, що призвели до геноциду українського народу. У книжці описані спогади та зображені замальовки з дитинства письменника.
За свідченням очевидців в селі загинуло 60 чоловік. На сьогодні встановлено імена 55. Мартиролог укладений на підставі спогадів очевидців, зібраних працівниками Нововоскресенської сільської ради.
У національній книзі пам'яті жертв Голодомору 1932—1933 років збереглися записи 10 свідків Голодомору з с. Нововоскресенське, записані завдяки О. Шевченко, В. Івахненко та Г. Бойко.
На центральному кладовищі існує місце масового поховання жертв Голодомору.

## Злочини сталінізму
ВАТ "Видавництво «Наддніпрянська правда» видало серію науково-документальних книг, у яких згадано жертв сталінських репресій, серед яких були уродженці села Нововоскресенське. Серед них:
1. БУДНИК Сергій Федотович, народився у 1899 році. Заарештований 15.03.1933 році. Звинувачення: контрреволюційна агітація. Засуджений до 3 років вислання у Північний край.
2. ЖУРБА Іван Юхимович, народився у 1895 році. Вперше заарештований 16.10.1930 року. Звинувачення: належність до контрреволюційної організації. До суду не притягувався. Вдруге заарештований 09.10.1937 року. Звинувачення: участь у контрреволюційній організації. Трійкою НКВС по Миколаївській області 27.11.1937 засуджений до 10 років ВТТ. Реабілітований.
3. БУДНИК Ілля Павлович, народився у 1900 р. Заарештований 17.06.1942 р. ВТ військової частини 1080 засуджений до розстрілу. Від 27.03.1995 р. реабілітований.
4. ПЕТРЕНКО Дарія Никифорівна, народилася у 1917 році Заарештована 01.02.1944 року. Звинувачення: антирадянська пропаганда . зрадництво. Реабілітована.
5. БЕРЕЖНИЙ Сергій Дмитрович, народився у 1895 році. Заарештований у 1933 році. Звинувачення: антирадянська агітація. Засуджений до 3 років заслання. Реабілітований в 20.11.1995 р.
6. БЕРЕЖНИЙ Трифон Дмитрович, народився у 1892 році. Заарештований 03.12.1937 року. Звинувачення: антирадянська агітація. Засуджений до 10 років ВТТ. Реабілітований 20.02.1990.
7. БРИНЗА Степан Іванович, народився 18.12.1893 року. Заарештований 14.12.1919 році. Звинувачення: добровільно перейшов на бік більшовиків. Комісією по фільтрації білих офіцерів залишений в Оренбурзі і направлений в розпорядження мобчастини Укріпрайону на службу. Реабілітований.
8. БУДНИК Денис Павлович, народився у 1898 році. Заарештований 02.11.1930 року. Звинувачення: участь у масових заворушеннях. Засуджений до 5 років вислання у Північний край. Реабілітований 07.07.1989 р.
9. ГОРБЕНКО Федір Іванович, народився у 1884 році. Заарештований 20.01.1933 року. Звинувачення: соціально небезпечний елемент, антирадянська агітація. (У 1931 році розкуркулений). Засуджений до 3 років концтабору. Реабілітований 08.02.1990 р.
10. ЖУРБА Іван Юхимович, народився у 1895 році. Заарештований 06.04.1950 року. Звинувачення: зрада Батьківщини. Засуджений до 25 років ВТТ, 5 років поразки в правах і конфіскацією майна. Покарання знижено до 10 років ВТТ і за Указом «Про амністію» з ув'язнення звільнений. Реабілітований 12.03.1993 р.
11. ЖУРБА Софія Василівна, народилася у 1889 році. Заарештована 04.12.1937 року. Звинувачення: антирадянська агітація. (У 1931 році була розкуркулена і вислана за межі району). Засуджена до 10 років ВТТ. Реабілітована 16.03.1990 р.
12. КАЛЬНИК Сергій Григорович, народився у 1887 році. Заарештований 20.01.1933 року. Звинувачення: антирадянська агітація. Засуджений до 3 років вислання у Північний край. Реабілітований 20.02.1996 р.
13. МИЗА Павло Федорович, народився 13.01.1904 року. Заарештований 03.12.1937 року. Звинувачення: контрреволюційна агітація. (У 1931 році розкуркулений). Засуджений до 10 років ВТТ. Реабілітований 04.05.1989 р.
14. МОРГУНЕНКО Сильвестр Іванович, народився у 1903 р. Заарештований 15.09.45 р. за зраду Вітчизни. Засуджений 10.11.1945 р. ВТ 4-ї гвардійської армії до 8 р. ВТТ з поразкою прав на 3 р. У 26.05.1994 р. реабілітований.
15. ПУХИР Іван Петрович, народився у 1896 році. Заарештований 28.12.1932 року. Звинувачення: антирадянська агітація, шкідництво. Засуджений до 3 років ВТТ. Реабілітований 15.08.1996 р.
16. СІКАЧОВА Марія Іванівна, народилась у 1890 році. Заарештована у 1939 р. Звинувачення: перехід державного кордону та контрреволюційна діяльність. Реабілітована 22.04.39 р. На початку Великої Вітчизняної війни евакуювалася у невідомому напрямку.
17. СПІЧАК Іван Павлович, народився у 1897 році. Заарештований 20.01.1933 року. Звинувачення: антирадянська діяльність. (У 1919 році служив у банді Григор'єва. У 1932 році звинувачений у зловживанні службовим становищем і був засуджений до 3 років позбавлення волі). Засуджений до 3 років ВТТ. Реабілітований 31.10.1995 р.
18. СТЕЦЮРА Василь Якович, народився у 1910 році. Заарештований 20.01.1933 року. Звинувачення: шкідництво. Засуджений до 3 років вислання у Північний край. Реабілітований 29.06.1989 р.
19. СТЕЦЮРА Микола Прокопович, народився у 1912 році. Заарештований 20.01.1933 року. Звинувачення: антирадянська агітація. (Господарство батька було розкуркулено). Засуджений до З років вислання у Північний край. Реабілітований 13.01.1992 р.
20. СТЕЦЮРА Панас Григорович, народився у 1902 році. Заарештований 28.12.1932 р. Звинувачення: антирадянська агітація. Помер 30.03.1933, причини не вказані, медвисновку у справі нема. Реабілітований 10.04.2000 р.
21. СТЕЦЮРА Яків Кузьмич, народився у 1881 році. Заарештований 20.01.1933 року. Звинувачення: шкідництво. Засуджений до 3 років вислання у Казахстан. Реабілітований 05.02.1996 р.
22. СУХОМЛИН Сазон Касянович, народився у 1901 році. Заарештований у 1933 році. Звинувачення: антирадянська агітація. Засуджений до 3 років заслання. Реабілітований 03.02.1992 р.
23. ШЕРШНЕЙ Іван Якович, народився у 1886 р. Заарештований 15.02.1938 р. Звинувачення: антирадянська агітація. Реабілітований 19.04.1939 р.; вироком Миколаївського облсуду виправданий, звільнений з-під арешту.

## Інфраструктура
Діє ФК «Колос» Нововоскресенське, аптека, амбулаторія, поштове відділення, будинок культури, центральна бібліотека, СТОВ «Явір», артезіанські свердловини тощо.

## Видатні особи
Видатні особи населеного пункту — Микола Чумак (майстер по дереву, Нововоскресенська ЗОШ), Микола Лохматов (арбітр районної категорії з гри у футбол), Фіалка Т. М. (художник), Соколенко Л. А. (Екс-голова сільської ради), Віктор Семко (незамінний центральний захисник ФК «Колос» Нововоскресенське), Григорій Троян (Рольянов) — видатний письменник Херсонщини тощо.